# Jerzy Sztwiertnia
Pour les articles homonymes, voir Sztwiertnia.
Jerzy Sztwiertnia est un réalisateur et scénariste polonais né le 25 décembre 1946 à Chorzów et mort le 27 juillet 2025.  Il travaille pour le cinéma et la télévision polonaise de 1969 à 2011.

## Biographie
Jerzy Sztwiertnia naît le 25 décembre 1946 à Chorzów en Pologne.
En 1969, il est diplômé du département de réalisation de l'École nationale de cinéma de Łódź.
Il est copropriétaire du studio de production Fokus Film et membre de l'Académie polonaise du cinéma (en).
Il est particulièrement reconnu pour la réalisation d’une saga télévisée : La Longue Lutte de l’Europe moderne (Najdłuższa wojna nowoczesnej Europy, 1979-1981),,. La série en 13 épisodes, reprenant l’appellation désignant cette période historique,  montre la lutte des Polonais face à la germanisation de la Grande-Pologne imposée par les Prussiens, dans les années 1815-1918.

## Filmographie

### Au cinéma

#### Réalisateur
- 1969 : Szybki marsz weselny
- 1971 : Punkt wyjścia
- 1972 : Siedem czerwonych róż, czyli Benek Kwiaciarz o sobie i o innych
- 1973 : Dziesiąty raz w Opolu
- 1975 : Grzech Antoniego Grudy
- 1976 : Złota kaczka
- 1976 : Koncert na piłę
- 1976 : Czerwone i czarne kamienie
- 1977 : Wesołych świąt
- 1977 : Niedziela pewnego małżeństwa w mieście przemysłowym średniej wielkości
- 1984 : 111 dni letargu
- 1986 : Komediantka
- 1988 : Oszołomienie
- 1989 : "Nim słońce wejdzie..."
- 1992 : Zły
- 1993 : Człowiek z szuflady. Aleksander Ścibor-Rylski (1928-1983)
- 1994 : Żywa piramida
- 1994 : Kusy i inni
- 1996 : Dzielski: bankietem do kapitalizmu
- 1997 : Zofia Hertzowa - Notacja

#### Scénariste
- 1971 : Trzy plus jeden
- 1971 : Punkt wyjścia
- 1971 : Przechowalnia
- 1975 : Grzech Antoniego Grudy
- 1976 : Złota kaczka
- 1976 : Koncert na piłę
- 1976 : Czerwone i czarne kamienie
- 1986 : Komediantka
- 1989 : "Nim słońce wejdzie..."
- 1992 : Zły
- 1993 : Człowiek z szuflady. Aleksander Ścibor-Rylski (1928-1983)
- 1994 : Żywa piramida
- 1994 : Kusy i inni
- 1997 : Zofia Hertzowa - Notacja

### À la télévision

#### Réalisateur
- De 1979 à 1981 : Najdłuższa wojna nowoczesnej Europy
- 1987 : Komediantka
- De 1994 à 1995 : Spółka rodzinna
- De 1997 à 2023 : Klan
- De 2000 à 2011 : Plebania
- De 2011 à 2014 : Na dobre i na złe
- 2011 : Linia życia

#### Scénariste
- 1987 : Komediantka.